# برنتون توایتز
برنتون توایتز (انگلیسی: Brenton Thwaites؛ زادهٔ ۱۰ اوت ۱۹۸۹) یک هنرپیشه اهل استرالیا است. وی از سال ۲۰۱۰ میلادی تاکنون مشغول فعالیت بوده‌است.
از فیلم‌ها یا برنامه‌های تلویزیونی که وی در آن نقش داشته است می‌توان به مالیفیسنت، بخشنده، خدایان مصر، سواری، دزدان دریایی کارائیب: مردگان حکایت نمی‌کنند و نقش استو هندرسون در مجموعه تلویزیونی خانه و دوری اشاره کرد. او همچنین نقش شخصیت دیک گریسون / رابین را در سریال تایتان‌ها بازی می‌کند.

## فیلم‌شناسی
فهرست برخی از فیلم‌هایی که برنتون توایتز در آن‌ها به ایفای نقش پرداخته است:
| نام فیلم                                   | سال  | نقش        |
| ------------------------------------------ | ---- | ---------- |
| آکیولوس                                    | ۲۰۱۳ | تیم راسل   |
| بخشنده                                     | ۲۰۱۴ | جوناس      |
| مالفیسنت                                   | ۲۰۱۴ | پرنس فیلیپ |
| سواری                                      | ۲۰۱۴ | آنجلو      |
| سیگنال                                     | ۲۰۱۴ | نیک ایست‌من |
| پسر تفنگ                                   | ۲۰۱۴ | جی‌آر       |
| خدایان مصر                                 | ۲۰۱۶ | بک         |
| دزدان دریایی کارائیب: مردگان حکایت نمی‌کنند | ۲۰۱۷ | هنری ترنر  |
| یک جدایی خشن                               | ۲۰۱۹ | نورمن      |
| اشباح جنگ                                  | ۲۰۲۰ | کریس       |

### مجموعه تلویزیونی
| سال  | عنوان             | نقش                           | یادداشت‌ها      |
| ---- | ----------------- | ----------------------------- | -------------- |
| ۲۰۱۱ | خانه و دوری       | استو هندرسون                  | ۵۷ قسمت        |
| ۲۰۱۲ | مرداب آبی: بیداری | دین مک‌مولن                    | فیلم تلویزیونی |
| ۲۰۱۸ | تایتان‌ها          | دیک گریسون / رابین(نایت وینگ) | نقش اصلی       |